# Tipula chrysocephala
Tipula chrysocephala är en tvåvingeart som beskrevs av Mannheims 1958. Tipula chrysocephala ingår i släktet Tipula och familjen storharkrankar.
Artens utbredningsområde är Tanzania. Inga underarter finns listade i Catalogue of Life.